# اوزورکوف
اوزورکوف (به لاتین: Ozorków) یک شهرک در لهستان است که در شهرستان ازگیش واقع شده‌است.

## خصوصیات
اوزورکوف ۱۵٫۴۷ کیلومترمربع مساحت و ۲۰٬۵۷۱ نفر جمعیت دارد.